# Sarah Steyaert
Sarah Steyaert, née le 27 novembre 1986 à Bordeaux, est une athlète de l'équipe de France de voile olympique. Depuis 2005, on la retrouve régulièrement sur les podiums du circuit international de Laser Radial. Elle participe aux Jeux olympiques à Londres en Laser Radial.

## Biographie
Après les Jeux olympiques de Tokyo, Sarah Steyaert s'associe à Charline Picon, spécialiste initialement du RS:X. Le duo évolue en 49er FX et vise l'épreuve olympique de 2024 dans cette discipline. Cette paire se classe sixième du championnat d'Europe 2023. Elle 

## Palmarès

### Jeux olympiques
- 5e des Jeux olympiques d'été de 2008 à Pékin en Laser radial.
- 16e des Jeux olympiques d'été de 2012 à Londres en Laser radial.
- 7e des Jeux olympiques d'été de 2016 à Rio de Janeiro en 49er FX.
- 3e des Jeux olympiques d'été de 2024 à Paris en 49er FX.

### Championnat du monde
- Championne du monde de laser Radial en 2008.

### Championnat d'Europe
- Vice-championne d'Europe de Laser radial en 2009 et 2007
- Championne d'Europe de Laser radial en 2005

## Décorations
- Chevalier de l'ordre national du Mérite (2024)[2]